# Lilium formosanum
Lilium formosanum (Loa kèn Đài Loan) là một loài thực vật có hoa trong họ Liliaceae. Loài này được Wallace miêu tả khoa học đầu tiên năm 1891.